# Statuia lui Vasile Alecsandri din Iași
Statuia lui Vasile Alecsandri din Iași este un monument de bronz închinat poetului, prozatorului și dramaturgului român Vasile Alecsandri (1821-1890), care a fost realizat de către sculptorul polon de origine germană Wladimir C. Hegel și dezvelit la 15 octombrie 1906 în municipiul Iași. Inscripția de pe soclu, care conține și două basoreliefuri înfățișându-i pe doi dintre eroii legendari ai lui Alecsandri, sună astfel: „Poporul român, poetului său iubit, 1905”.
Statuia este amplasată în fața Teatrului Național "Vasile Alecsandri" din Iași.
Statuia lui Vasile Alecsandri a fost inclusă în Lista monumentelor istorice din județul Iași elaborată în anul 2004 de către Institutul Național al Monumentelor Istorice, fiindu-i atribuit codul  IS-III-m-B-04275.

## Istoria monumentului
La data de 27 august 1890, la numai 5 zile de la trecerea în neființă a marelui scriitor român, Vasile Alecsandri, dramaturg și primul director al Teatrului din Iași (în anul 1840), Consiliul Comunal al orașului Iași a hotărât, la inițiativa primarului Vasile Pogor, să-i ridice o statuie în semn de omagiu. În acest scop, s-au împărțit 1.000 de liste de subscripție.
În anul 1900, după 10 ani, același primar Vasile Pogor a luat legătura cu sculptorul polon de origine germană Wladimir C. Hegel, care realizase și Statuia lui Miron Costin din Iași (dezvelită în anul 1888), și i-a oferit suma de 30.000 lei pentru realizarea statuii. Trebuie menționat și faptul că pentru statuia lui Vasile Alecsandri a mai existat un proiect, macheta aparținând sculptorului milanez F.G. Villa. Avest proiect a respins ca fiind lipsit de valoare artistică.
Din subscripții s-au adunat 25.725 lei, ceea ce a permis trecerea la realizarea statuii din bronz, care urma să fie amplasată în fața Teatrului Național. La acel moment, în fața teatrului, era amplasată din anul 1897, statuia de marmură a lui Gheorghe Asachi. Aceasta a fost strămutată în anul 1905 pe locul unde se află și în prezent, în fața Școlii „Gh. Asachi” de pe Bulevardul Ștefan cel Mare și Sfânt.
Statuia lui Vasile Alecsandri a fost realizată de către sculptorul Wladimir Hegel, acesta fiind ajutat în executarea lucrării și de către maistrul sculptor Gheorghe Boboc. Pe soclu se află două basoreliefuri înfățișându-i pe doi dintre eroii legendari ai lui Alecsandri, Peneș Curcanul și Juna Rodica. Inscripția de pe spatele soclului conține următoarea dedicație: „Poporul român, poetului său iubit, 1905”.
Statuia a fost inaugurată în data de 15 octombrie 1906, în cadrul unei serbări naționale la care au venit invitați din toată țara. A participat și un mare grup de țărani bucovineni în costume naționale, conduși de preoții și învățătorii lor. La picioarele monumentului, printre zecile de coroane, se afla și una a regimentului vasluian Racova, pe care scria: "urmașii celor nouă și cu sergentul zece". Din partea contemporanilor marelui scriitor, a vorbit scriitorul și omul politic Nicolae Gane (1838-1916).
La vremea dezvelirii statuii, criticii considerau statuia nu prea reușită, părându-li-se că chipul și înfățișarea lui Vasile Alecsandri nu prea semănau cu cele naturale.
Criticul de artă George Oprescu (1881-1969) descrie sculptura astfel: „Alecsandri, la Iași, ne este arătat în picioare, în redingotă, pe umărul drept cu o manta care-i acoperă spatele și cade apoi la pământ, în falduri grele. Gestul simplu și natural al mâinii stângi dusă la bărbie, frecvent multora în momentul când meditează, înclinarea ușoară a capul îngândurat, sunt detalii juste, bine găsite și evocatoare insuflând viață acestei opere”..

## Transpunerea poetică a imaginii statuii

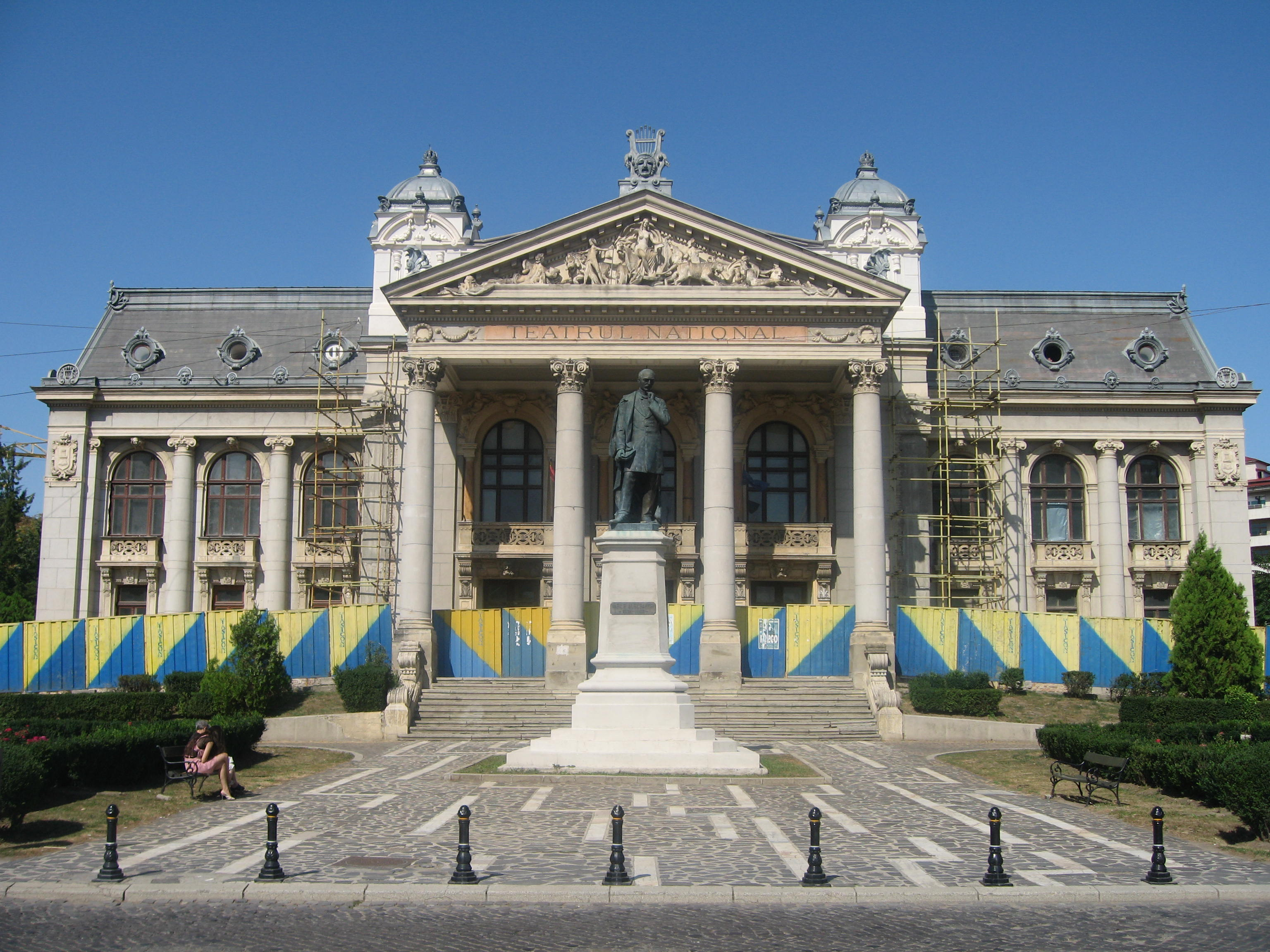
Statuia lui Vasile Alecsandri din Iași. În spatele statuii, se află Teatrul Național "Vasile Alecsandri".

Imaginea statuii lui Vasile Alecsandri din Iași este prezentată liric și într-unul din sonetele lui Mihai Codreanu (1876-1957), sonet intitulat "Statuia lui Alecsandri":
„E viu în bronz. Pe fruntea lui senină

Ard razele superbei sale glorii,

Pe când răsar încet cu-ncetul zorii

Și umplu primăvara de lumină.

Atunci, cu inima de-avânturi plină,

Mărețul bard privindu-și cântătorii

Din țara lui de-acum îl prind fiorii 

Și fruntea pentru-o clipă și-o înclină.

Apoi se reculege. Piedestalul 

Îl simte parcă tremurând metalul 

Și-Alecsandri, în auroră cântă…

Iar glasu-i, peste veacuri înainte, 

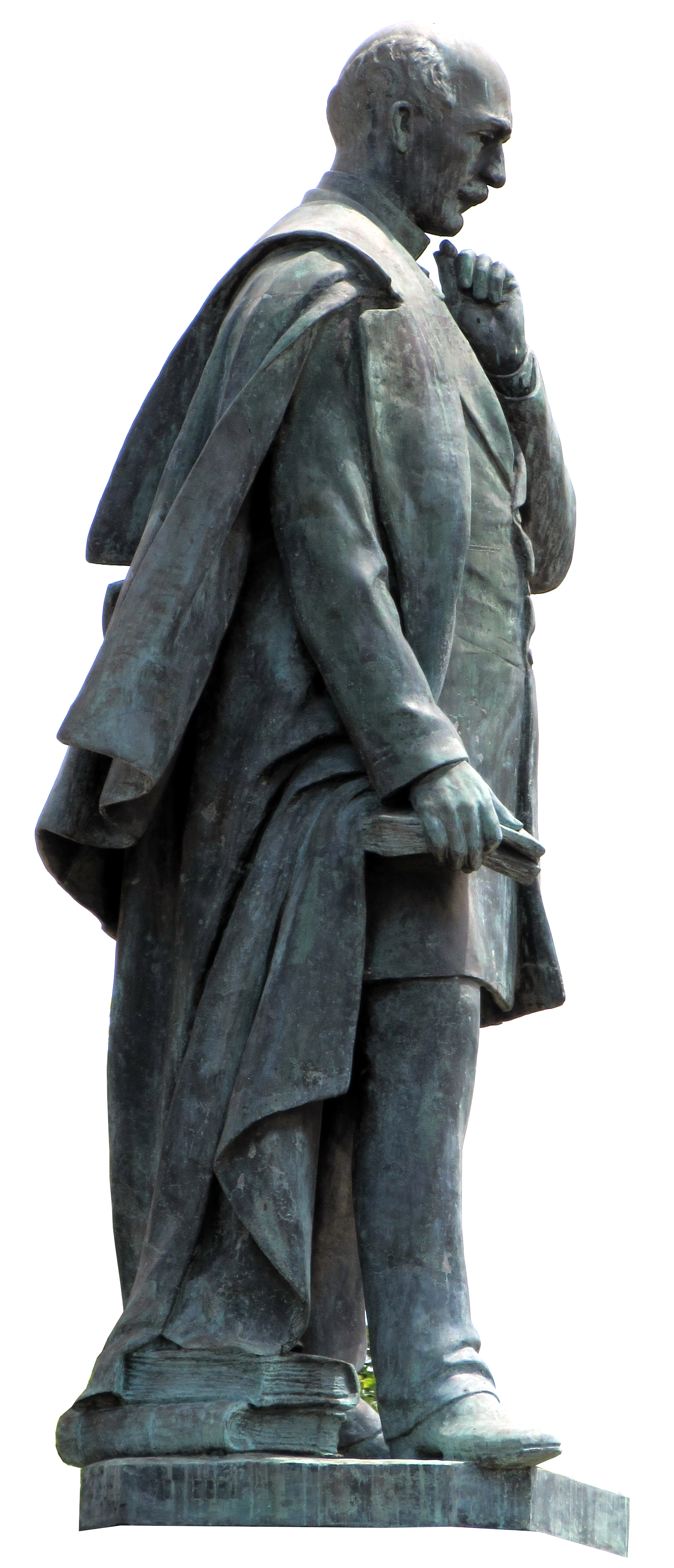
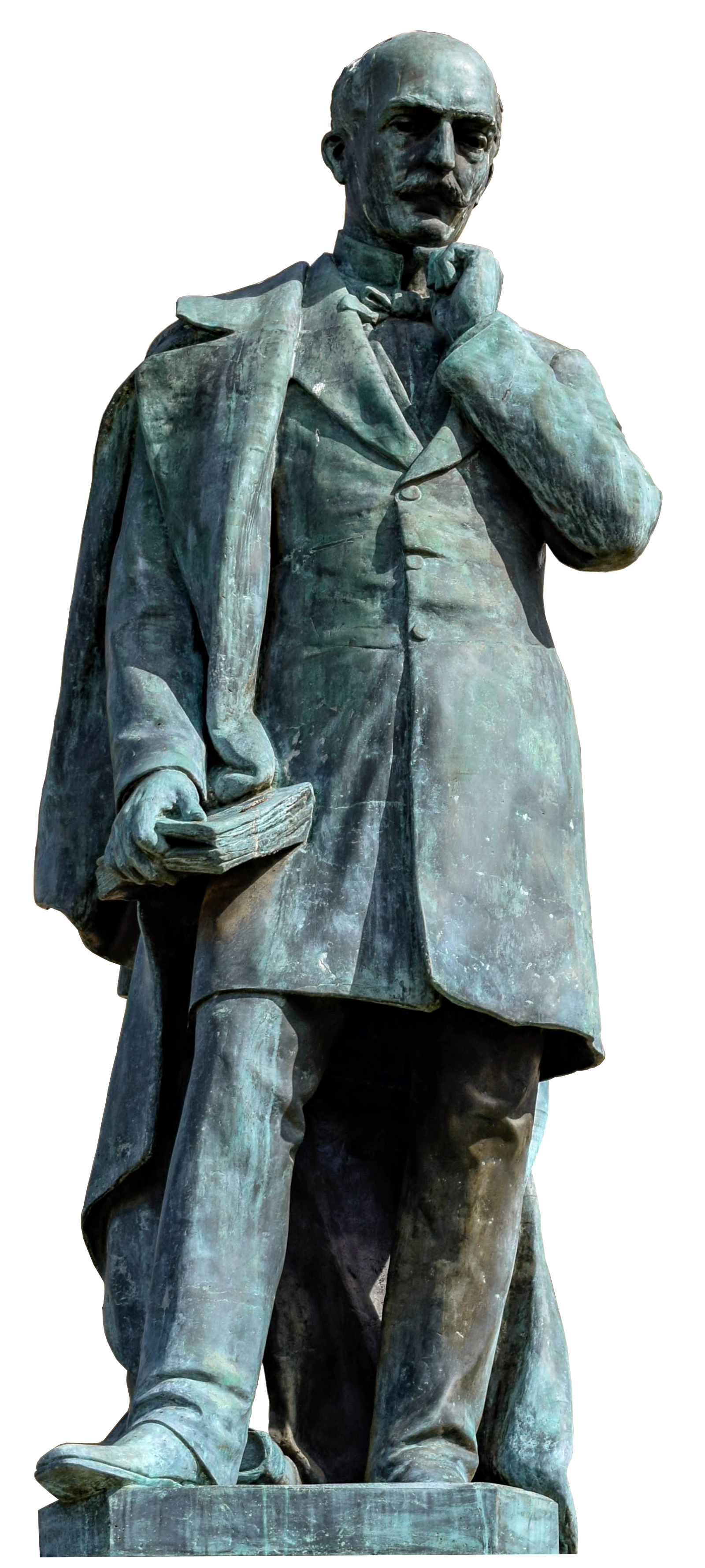
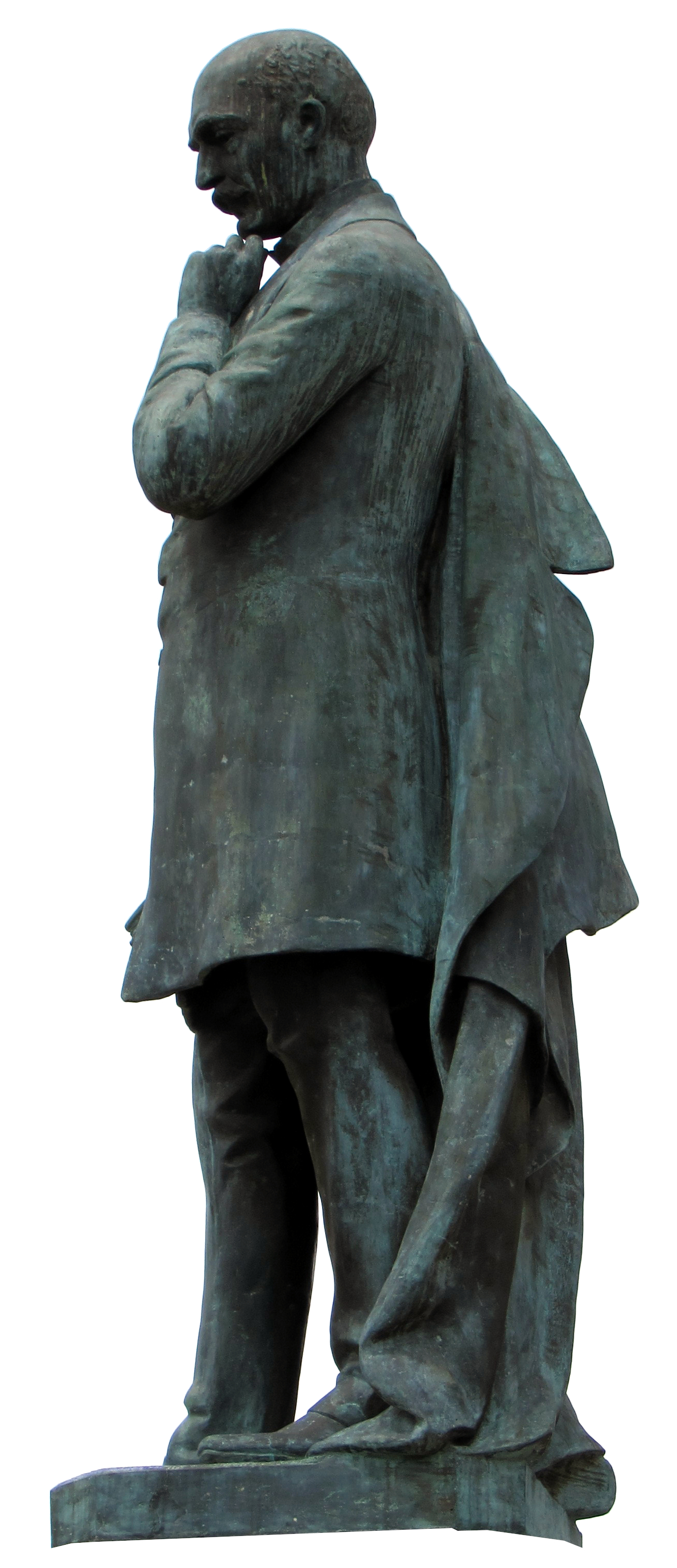
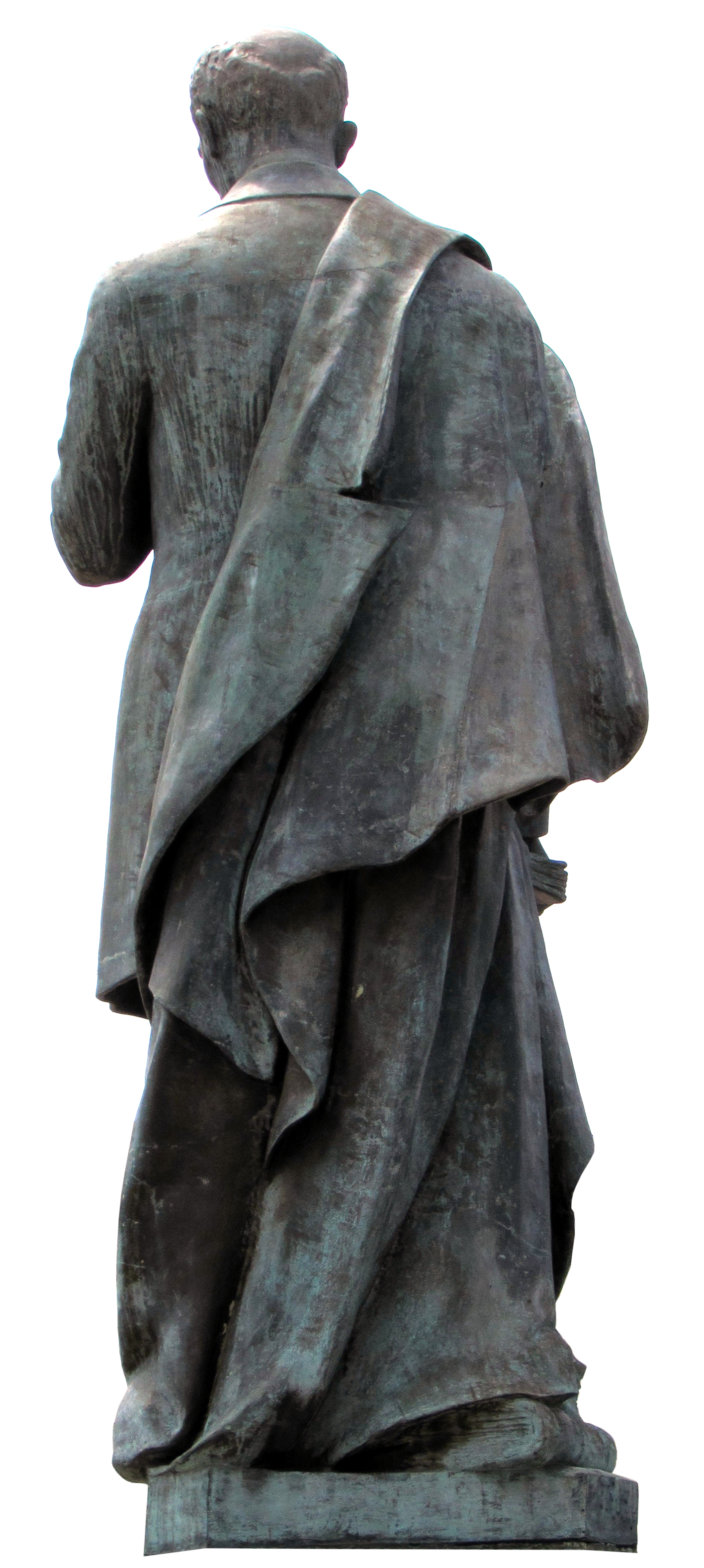

Înalță-n cer cu pietate sfântă 

Eternii lauri ai latinei ginte”. 

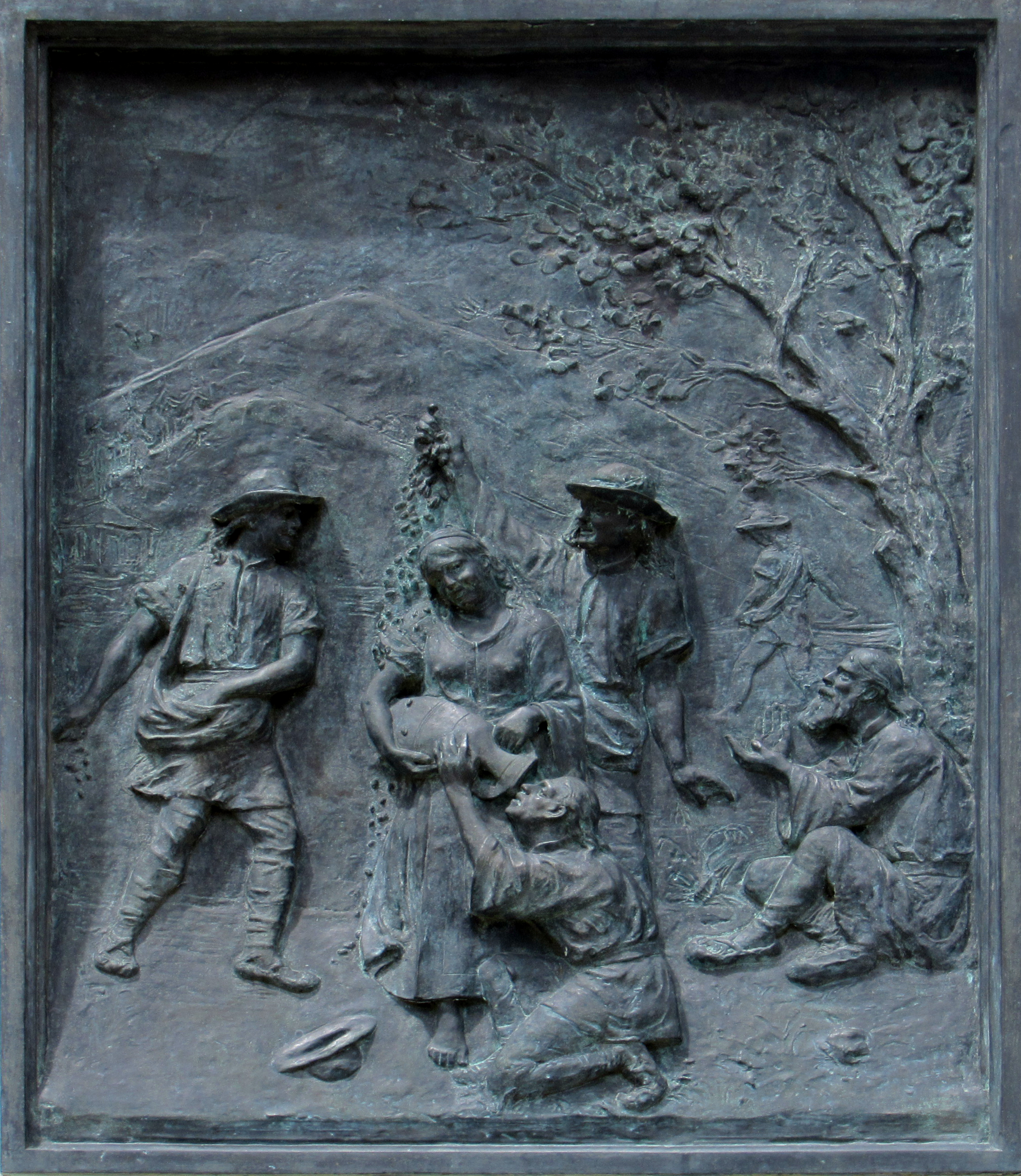
„Juna Rodica”
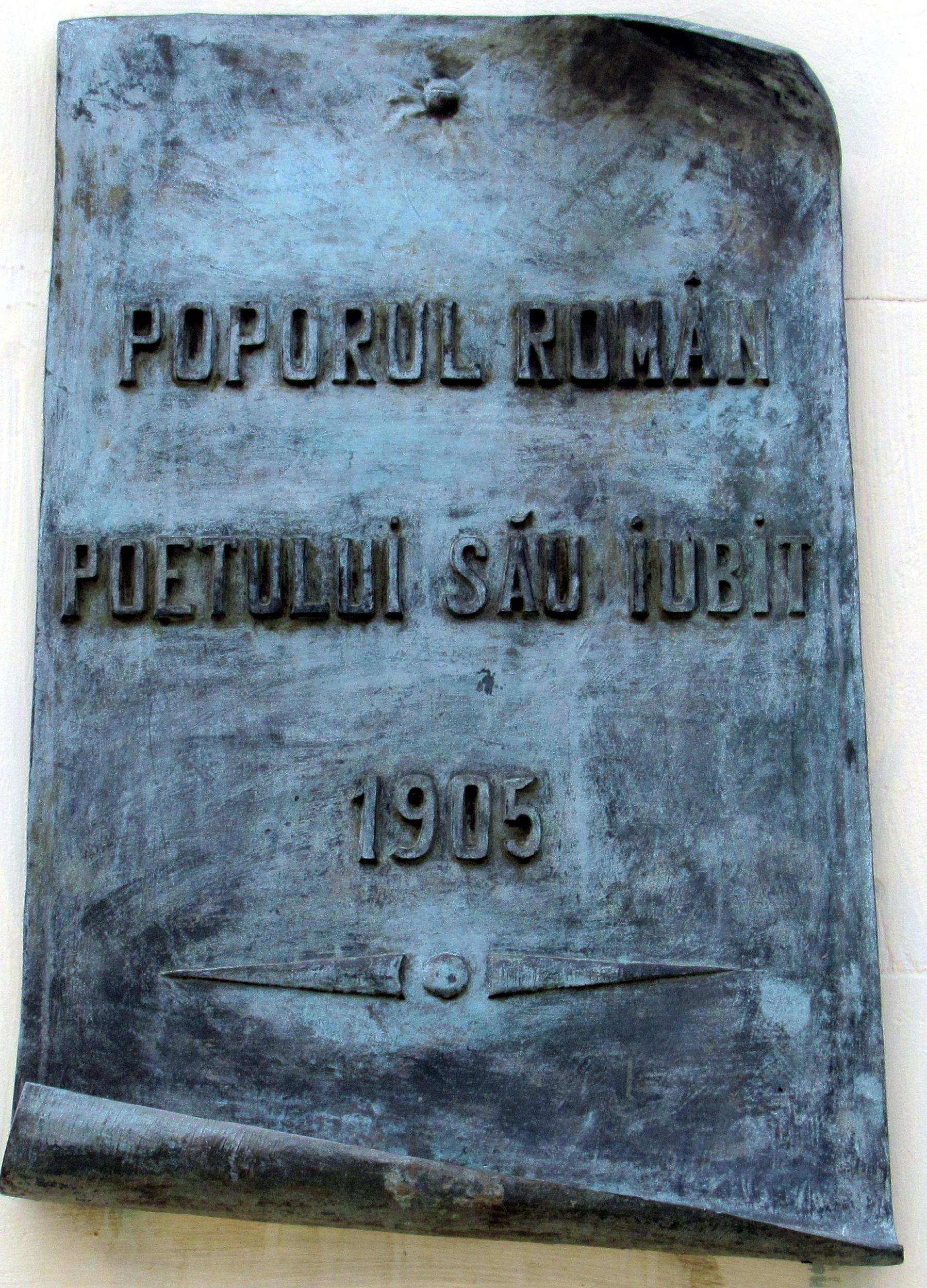
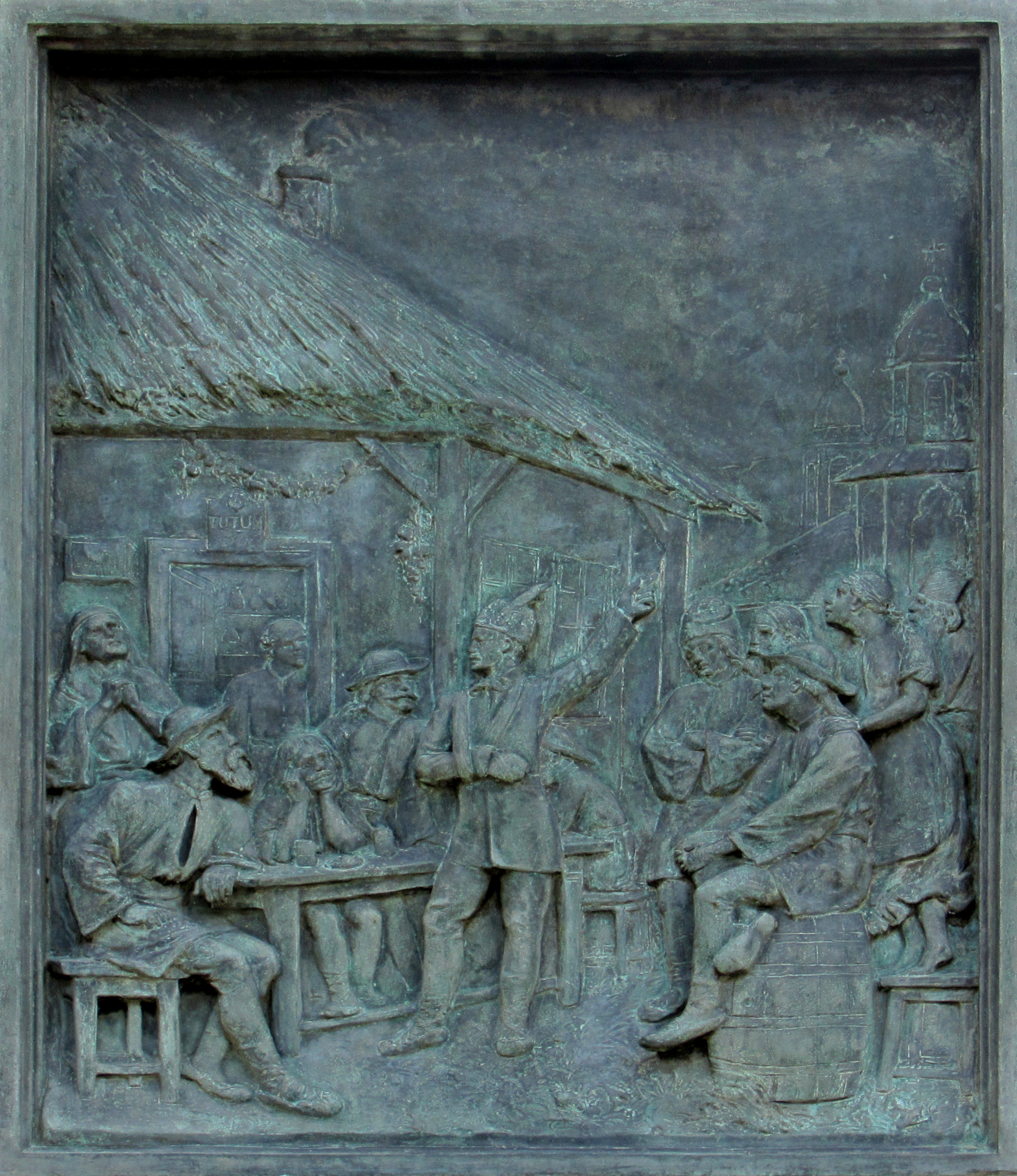
„Peneș Curcanul”

## Imagini

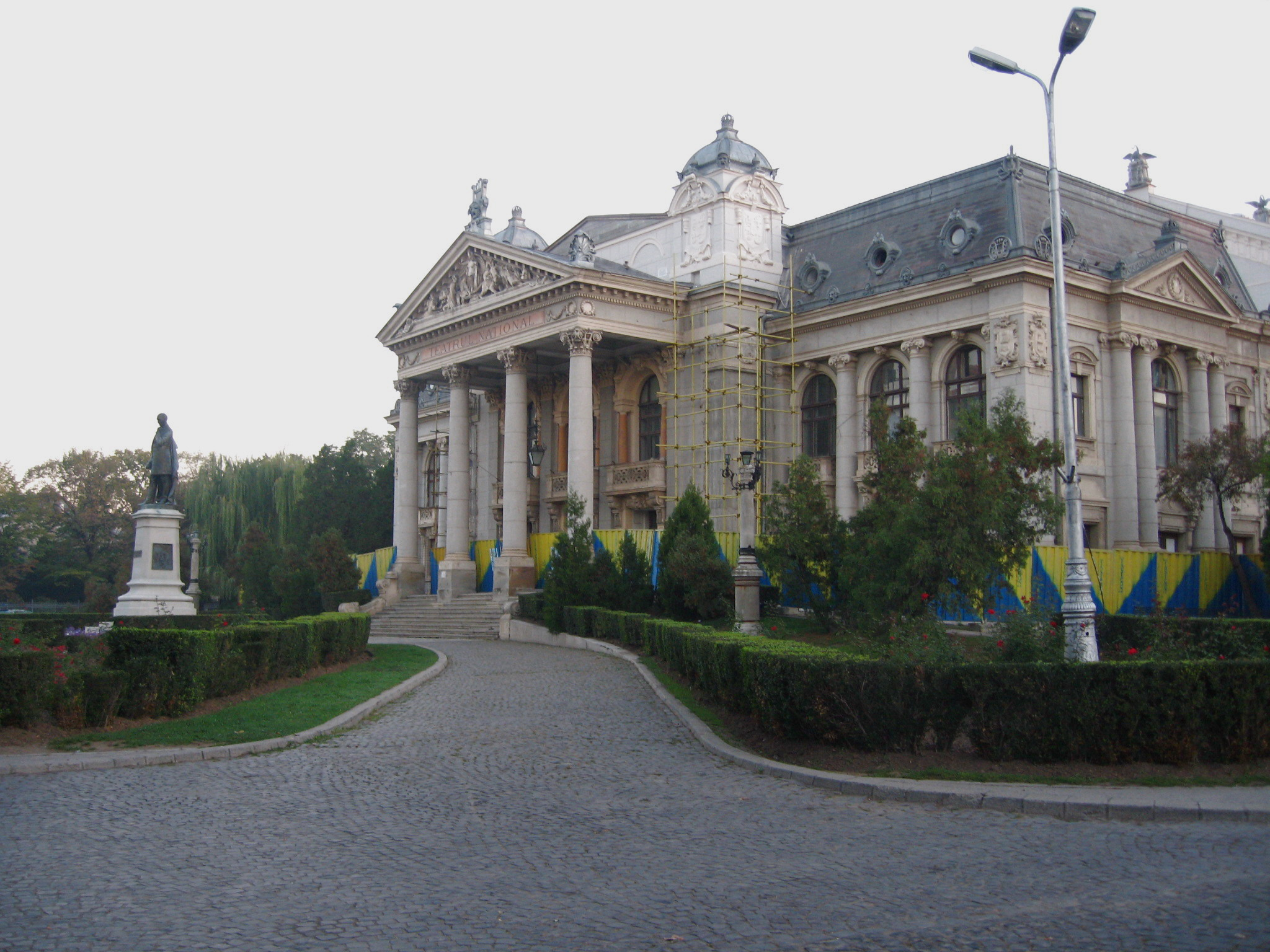
Teatrul Național, privit din lateral
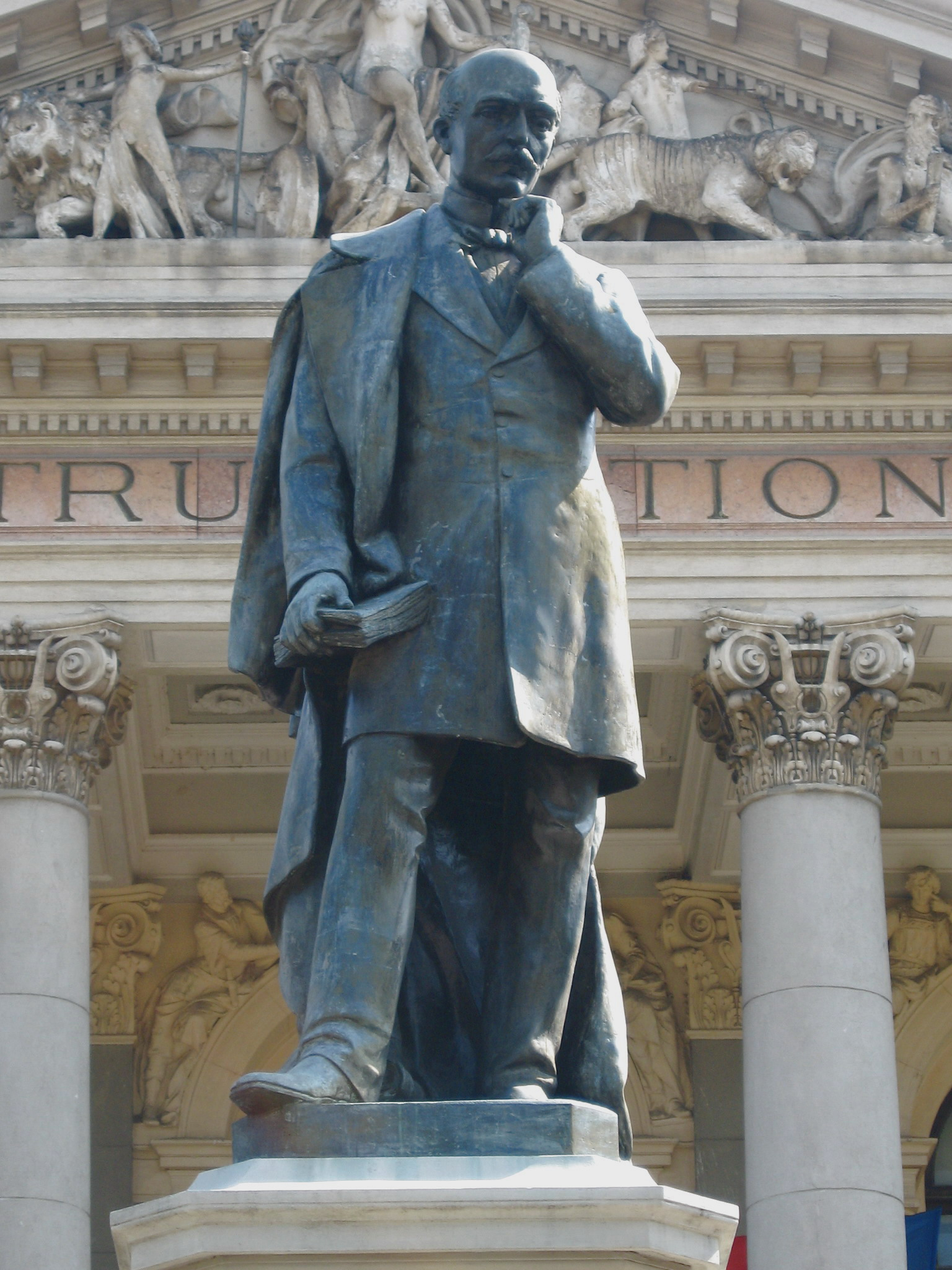
Detaliu
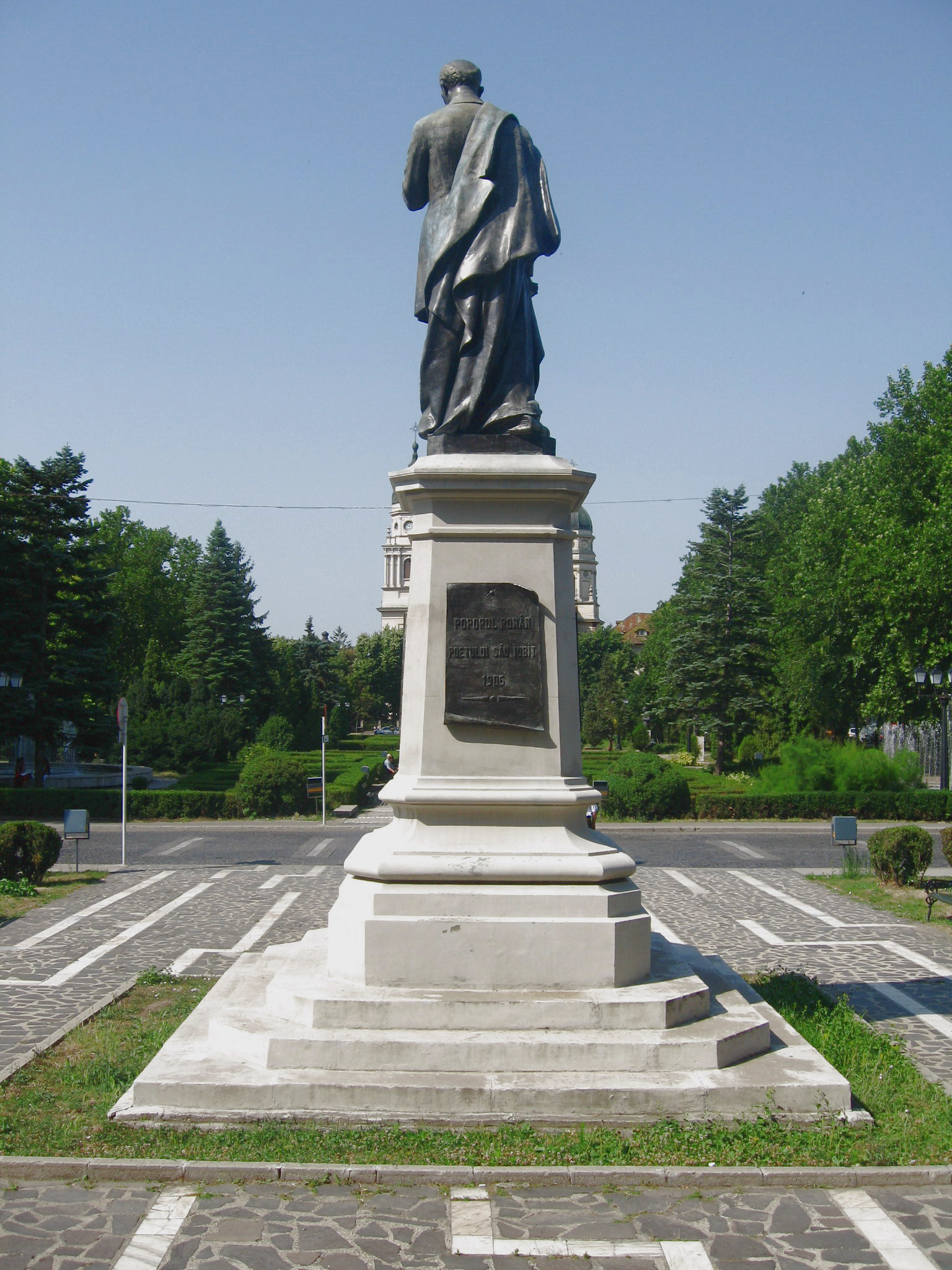
Statuia privită din spate
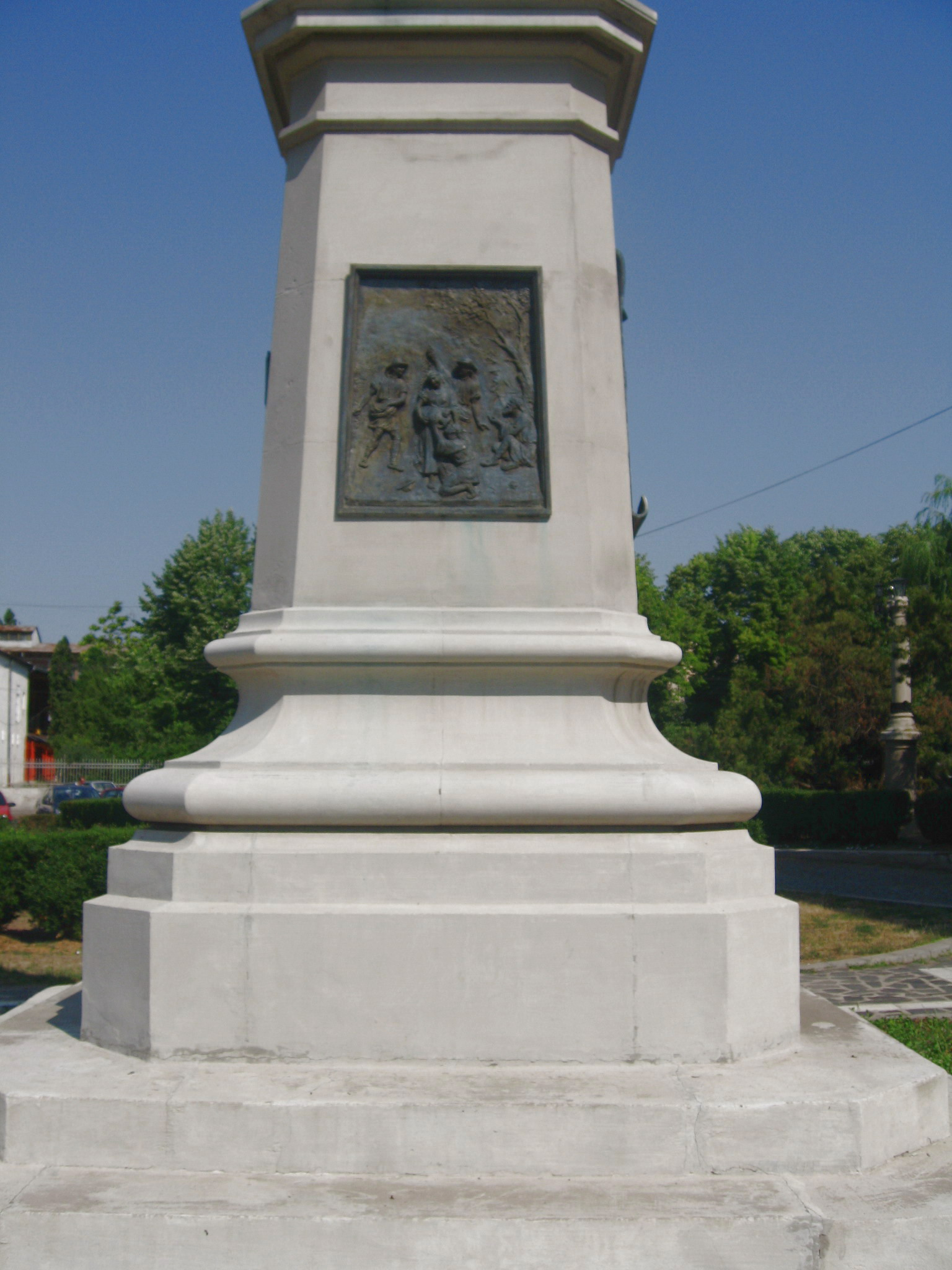
Basorelieful din partea stângă
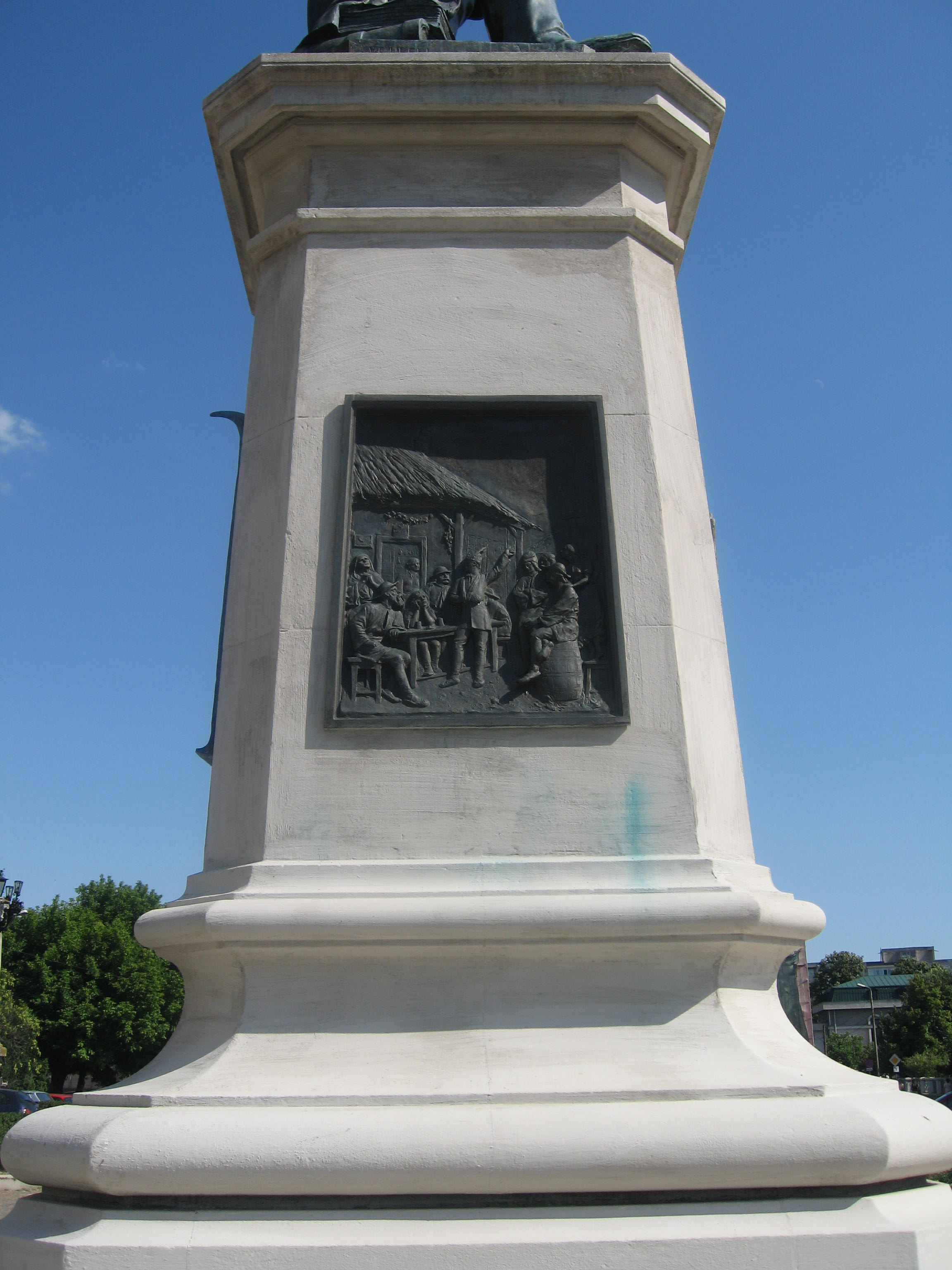
Basorelieful din partea dreaptă